# Justin Hoyte
Justin Raymond Hoyte (Londres, Inglaterra, 20 de noviembre de 1984) es un Exfutbolista inglés nacionalizado trinitense. Juega de defensa. Es el hermano mayor del futbolista inglés-trinitense, Gavin Hoyte.

## Trayectoria
Con el Arsenal acumuló 36 apariciones la temporada 2007-2008 y en mayo, firmó un nuevo contrato de larga duración. Se convirtió en el primer inglés en anotar a favor del Arsenal en el Emirates Stadium, cuando anotó contra el Charlton Athletic el 2 de enero de 2007. Su hermano Gavin también jugó para el Arsenal.

## Selección nacional
Ha sido internacional con la selección de fútbol de Trinidad y Tobago en 18 ocasiones.

## Clubes
| Club                    | País           | Año               |
| ----------------------- | -------------- | ----------------- |
| Arsenal FC              | Inglaterra     | 2003 - 2008       |
| Sunderland FC (cedido)  | Inglaterra     | 2005 - 2006       |
| Middlesbrough FC        | Inglaterra     | 2008 - 2013       |
| Millwall FC             | Inglaterra     | 2013 - 2015       |
| Dagenham & Redbridge FC | Inglaterra     | 2015 - 2016       |
| FC Cincinnati (USL)     | Estados Unidos | 2017 - 2019       |
| FC Cincinnati           | Estados Unidos | 2019 -            |
| Miami Beach CF          | Estados Unidos | 2019 - Actualidad |

## Palmarés

### Campeonatos nacionales
| Título           | Club       | País       | Año  |
| ---------------- | ---------- | ---------- | ---- |
| Community Shield | Arsenal FC | Inglaterra | 2004 |